# 日ペンの美子ちゃん
日ペンの美子ちゃん（にっペンのみこちゃん）は、日本ペン習字研究会（日ペン）が実施しているがくぶんのボールペン習字通信講座の広告漫画。及び、同作品の主人公の名前。

## 概要
1972年、芸能雑誌『明星』の歌本の広告に初登場。以後、多くの少女漫画誌や学習研究社、旺文社の出す中高生向け学年誌の裏表紙に掲載された。最初の作画は矢吹れい子で、途中から森里真美、まつもとみな、ひろかずみへと作画家が変更されて引き継がれた。
漫画は、美子ちゃんやその友人たちの周辺で起こる問題を、美子ちゃんが字が綺麗である特技を生かして解決したり、解決できなかったりする内容。日ペンの特徴を語る決まり文句が必ず盛り込まれて、何かしらのオチがつく。毎回ほぼ固定のフォーマットで、横3×縦3コマの9コママンガ（まれに複数コマが連結になる場合もある）。上段3コマで、何かしら事が起こって解決手段として美子ちゃんが日ペンを提示、中段では美子ちゃんとペットが日ペンの売りを披露し、下段でオチ、というのがおおよその流れ。
最初期には白馬の王子様を夢見るような乙女だった美子ちゃんは、やがて社長秘書やスチュワーデスなどとしても活躍、1980年代後半にはスポーツ万能少女としてさまざまなライバルと対決したり、宇宙へも進出、1990年代には部活やアルバイトに精を出す元気系少女と、少女の憧れや少女漫画のヒロイン像の変遷を体現したキャラクターともいえる。「日ペンの巫女ちゃん」は誤植、誤変換の定番のひとつでもあったが、それを意識したのか美子ちゃんが巫女のアルバイトをするエピソードもしばしば描かれた。
1990年代に入ると、インターネットの普及で電子メールを利用する人が増えたためペン習字の受講者が減少したことで、広告漫画としては四代目の1999年をもって各誌から撤退した。
2004年、岡崎いずみ著『あの素晴らしい日ペンの美子ちゃんをもう一度』（第三文明社刊）が出版された。同書での3代目作者まつもとみなによる描きおろし新作では、彼がアニメーターとして関わった『ふたりはプリキュア』のヒロインたちとの共演も果たした（デザインは若干異なる）。
2006年、7年ぶりに復活、梅村ひろみ画の5代目美子ちゃんが登場することになったが、翌2007年に新作が3本公開されただけ（うち1本は1回だけ雑誌広告に登場した）で、あとはイラストなどで登場するのみであった。
2007年9月には、Yahoo!オークションの企画で20年ぶりに初代美子ちゃんが特別編として復活した。
2017年1月、服部昇大が6代目の漫画を担当することが公表され、併せて公式Twitterアカウントが開設され、ウェブコミックや最新情報がTwitter上に掲載されることが明らかになった。
2017年8月 、週刊ヤングジャンプ36・37合併号で特別読み切りが掲載された。
2018年1月よりアニメCMの放送開始。声優は、美子ちゃん役が平野綾、ニャンコ役が杉田智和。TOKYO MXを中心に放送された。
2018年12月12日、初の単行本が一迅社から発売された。ツイッターで公開された6代目美子ちゃんの新作漫画に加え、書き下ろしなどを掲載。

## 変遷
歴代の美子ちゃんは、同一キャラではなく、それぞれ別人がその名を引き継ぐという体裁になっており、代替わりの際には「私が●代目の（日ペンの）美子ちゃんです」といった自己紹介がなされている。2代目は初代と掲載が並行していたため共演することが多く、3代目登場の回では初代から三代共演の作がある。共通点として、黒髪で前髪を切り揃えていること、字が綺麗であること、ペット（猫か兎で人語を話す）がいることなどがある。

### 初代
掲載時期：1972年 - 1984年。作画：矢吹れい子（中山星香）、案：飯塚よし照。
主に高校生として登場。本名はみかのはら美子で、住所は練馬区春日町。美しい文字で書を書くことで男性への交際を申し込みを承諾させてしまう。好きなものは、焼き芋、西城秀樹、宝塚歌劇団、読売巨人軍、SF、指輪物語。後日談として、後に社長秘書となり、その後、社内で知り合った男性と結婚、夫もボールペン習字講座を受講することで重要な手書き書類を任され、部長まで昇進した(このためそれ以前にいた恋人とは別人であることがわかる)。ペットは猫。
当時矢吹は猪漫画スタジオに常勤スタッフとして勤めていた。本作品は、このスタジオが請け負った広告漫画のうちの一つで、飯塚が作者を振り分けており、矢吹が選ばれた。表題は2作目の時に彼によって決定された。アイデアはすべて飯塚が起こし、矢吹はコンテを元に絵を仕上げるだけで、作画は少女漫画のタッチを消さぬことを心がけてとのこと。もっとも細かいネタには作画者の趣味が生かされるようになり、それが美子ちゃんの魅力につながった。なお、作者自身は美子ちゃんのお節介な性格が苦手であり、それに対するツッコミを猫にやらせていたとのこと。なお、作画者はその後少女漫画誌でデビューするが、その際に中山星香にペンネームを変えた理由の一つに、「美子ちゃんのイメージが強い」ことを挙げた。後の取材で中山が「猪漫画スタジオから独立した1977年以降は手掛けていない」と語ったこともあり、再検証した結果、その1977年以降も3代目へと交代する1984年まで過去に制作されたものの中から一部を再使用していたことが判明した。

### 2代目
掲載時期：1977年 - 1984年。作画・森里真美（聖原玲音）／案：飯塚よし照。
性格は、歴代で最も控えめで上品。初代を「美子おねえさま」と呼んで慕っており、先輩・後輩の間柄。作中でも初代との共演の回数が多い。3代目が登場する1984年までは初代の過去作品と並行して掲載されていた。ただ、当時の原画はほとんど残っておらず、ファンの間では「幻の美子ちゃん」と呼ばれている。住所は杉並。好きなものはジュリーで、ペットはminminという名の兎。
森里は当時、中山のアシスタントをしており、そのツテで作画を引き受けた。初代のイメージを崩さずに違いを出すため、ペットを変えるなどして初代との描き分けに配慮した。

### 3代目
掲載時期：1984年 - 1987年。作・まつもとみな（佐藤元）。
色恋話が控えめとなり、代わりに手書き文字の存在を脅かすワープロなど当時のOA機器とのバトルもの、美子ちゃんのライバルキャラ「ワープロのマイコ」が登場した。少年誌にも進出することを踏まえ、絵のタッチが少女漫画風からアニメ風へと変更されている。好きなものは、焼き芋、チェッカーズ、少女隊、紅白歌合戦。ペットはウサギネコ。

### 4代目
掲載時期：1988年 - 1999年。作：ひろかずみ。
モテない体育会系少女。世話好きで、明るく愛嬌があって皆から頼られる存在。好きなものは、テリヤキバーガー、ケーキ、レジャー全般、アルバイト。嫌いなものは学力テストで、自覚はないもののド音痴で絵が下手でもある。4代目をもって雑誌広告から撤退した。

### 5代目
掲載時期：2006年 - 2007年。作画：梅村ひろみ、案：たなかまさみ、さわのりょう。
とても明るく、おっちょこちょいな性格。ペットは猫。
登場は2006年だが、新作漫画の初公開は2007年9月であった。新作漫画はがくぶん公式サイトで公開されたが、3作のみで終わった。なお、うち1作は雑誌広告として掲載された（2007年11月5日発行「マーガレット」第45巻22号の裏表紙）。それ以降は、主に日本ペン習字研究会の展覧会の看板やインターネットページのアイコンなどワンカットのイラストとして登場した。作者は、学文社のさし絵ライター養成講座修了者の中から公募して選ばれた。

### 6代目
掲載時期：2017年 - 。作画・案：服部昇大。
誕生日は1月6日、45回目の17歳で永遠の17歳とも。日本のペン習字を世界に発信することが野望。スマホやVRなど最新ガジェットを持つ一方で、時代にミスマッチなゲーム機を持ち歩いたり、「全共闘時代生まれ」と言うなど、「永遠の17歳」であることをネタにする。ペットは猫。美子ちゃんへのツッコミ役。特に名前はなく、美子ちゃんからは「ニャンコ」と呼ばれている。テレビCMでは、美子ちゃんの声を平野綾、ニャンコの声を杉田智和が演じた。
服部昇大が作画を担当することになったのは、2016年5月に学文社が日ペンの美子ちゃん再始動プロジェクトを開始したときに、服部が2015年に制作したパロディ同人誌『日ポン語ラップの美ー子ちゃん』を見つけたのがきっかけで、メールでのやり取りを通じて正式にオファーすることになった。

## 書誌情報
- 服部昇大『6代目 日ペンの美子ちゃん』 一迅社、2018年12月12日発売、ISBN 978-4-758-02021-3

## コラボレーション
2017年5月 、東京メトロの6駅に6コマ漫画の広告を1コマずつ出稿し、どの駅に何コマ目があるか探し当てる企画「美子ちゃんを探せ」が行われ、また中野ブロードウェイ内にある「墓場の画廊」では原画展が開催され、歴代の原画の展示やオリジナルグッズが販売された。会期途中、服部昇大とまつもとみなのサイン会が行われ、まつもとみなサイン会当日には二代目担当の森里真美もサプライズで登場した。
2017年8月 、大阪日本橋のメイドカフェ「mel cafe」では純喫茶日ペンの美子ちゃんを期間限定で開催。オリジナルメニューやグッズが販売された。それ以外にも、東急ハンズ心斎橋店やロフト名古屋などにて期間限定で特設コーナーが設けられ、原画の展示やオリジナルグッズが販売された。
2018年2月 - 3月 、日産自動車とのコラボで「日サンの美子ちゃん」をデイズルークスのサイトで連載（全10話）。この漫画では1児の母親の設定で、ルー子という4歳の娘と、ニャンコの子供（コニャンコ）2匹も登場した。
2020年2月、ボルボ・カー・ジャパンのホームページで「わたしスマボはじめます！」という描き下ろし漫画が掲載される。
2021年5月、SK∞ エスケーエイトとのコラボ企画『お名前練習コラボ企画』を開始。